# Dezoksi šećer
|                                                                     |
| Poređenje hemijskih struktura riboze (gore) i dezoksiriboze (dole). |

Dezoksi šećeri su šećeri koji imaju hidroksilnu grupu zamenjenu atomom vodonika.
Primeri:
- Dezoksiriboza (bazirana na ribozi)
- Fukoza
- Ramnoza

- Fukoza
- Ramnoza

## Literatura
- Robyt, John F. (1997). Essentials of Carbohydrate Chemistry (1. изд.). Springer. ISBN 978-0-387-94951-2.
- Lindhorst, Thisbe K. (2007). Essentials of Carbohydrate Chemistry and Biochemistry (1. изд.). Wiley-VCH. ISBN 978-3-527-31528-4.

## Spoljašnje veze
- Deoxy+Sugars на 
- Pregled